# Luis Macía González
Luis Macía González (Medellín, 29 de octubre de 1906 - Bogotá, 20 de mayo de 2000) fue un tenor colombiano.

## Biografía
Luis estudió en el Conservatorio Nacional de Música de Bogotá y en la Academia Real de Bruselas. Fue admitido allí por un concurso y recibió educación para especializarse en canto y pedagogía musical.
Sus primeros años en su país los dedicó para recitales y otras presentaciones, principalmente en el Teatro Colón de Bogotá, que era de los pocos con una infraestructura propicia para este tipo de espectáculos. Entre los años 1939 y 1941 estuvo en Estados Unidos. Volvió a Bogotá y se dedicó a la enseñanza. Pero progresivamente fue perdiendo la vista por una enfermedad degenerativa; se realizó una intervención quirúrgica que no obtuvo los mejores resultados por la tecnología de la época.
 
Eso lo obligó a alejarse de los escenarios pero no de la música, a partir de perder la vista decidió dedicarse completamente a la docencia y eso le permitió dejar un legado de sopranos y mezzosopranos destacados nacionales que pasaron por sus aulas.
Tal es el caso de Carmiña Gallo, Marina Tafur,  la mezzosoprano Martha Senn, el tenor Alejandro Ramírez, y el tenor Manuel Contreras 
 por mencionar algunos de los alumnos en el Conservatorio de Música de Bogotá, uno de sus más queridos centros de aprendizaje.
Su obra quedó grabada gracias a Hernán Restrepo Duque, quien hizo una recopilación de grabaciones radiofónicas en 1950.

### Vida personal
Luís se casó con la concertista de piano Lucía Gutiérrez Portocarrero y tuvo cinco hijos. Entre ellos estaba Teresa Macía, quien fue presentadora del noticiero Telediario de Arturo Abella durante la década de los 70.